# Episodi di Joséphine, ange gardien (undicesima stagione)
Joséphine, ange gardien è una serie televisiva francese, andata in onda sinora per 19 stagioni. Qui sotto sono riportate le trame degli episodi dell'undicesima stagione della trasmissione, in onda in Francia tra il 2007 e il 2008 e in Italia a partire dal 2012. L'ultimo episodio di questa stagione è il primo in cui a doppiare la protagonista è Caterina Rochira.

## Episodio 38: Biglietto vincente
- Titolo originale: '
- Diretto da:
- Scritto da:

### Trama
Il cliente di Josephine è Antoine Mercier, un postino che ha appena vinto 7 milioni in un lotto.

## Episodio 39: Le bugie hanno le gambe corte
- Titolo originale: '
- Diretto da:
- Scritto da:

## Episodio 40: Parigi-Broadway
- Titolo originale: '
- Diretto da:
- Scritto da:

### Trama
Joséphine deve aiutare Olympus, una ragazza talentuosa che passa di provino in provino terrorizzata dall'ansia da palcoscenico. Questa volta è ancora più dura, si tratta del musical Parigi-Broadway. Facendosi assumere dalla compagnia, Joséphine aiuterà la ragazza a superare le sue paure facendola diventare una star!

## Episodio 41: L'ispettore degli angeli custodi
- Titolo originale: '
- Diretto da:
- Scritto da:

## Episodio 42: Il segreto dei templari
- Titolo originale: '
- Diretto da:
- Scritto da:

## Episodio 43: Sulle tracce di Yen
- Titolo originale: '
- Diretto da:
- Scritto da: